# Scinax canastrensis
A Scinax canastrensis a kétéltűek (Amphibia) osztályának békák (Anura) rendjébe és a levelibéka-félék (Hylidae) családjába tartozó faj.

## Előfordulása
A faj Brazília endemikus faja. Természetes élőhelye a szubtrópusi vagy trópusi száraz erdők, nedves szavannák, folyók, legelők, kertek. A fajt élőhelyének elvesztése fenyegeti.